# Konterbande
Konterbande (auch Kriegskonterbande) ist ein rechtlicher Begriff zur Beschlagnahme von Gütern, dessen Bestimmungen je nach Zeitraum, Geltungsbereich und Nation unterschiedlich definiert wurden. Teilweise entstand mit völkerrechtlichen Vereinbarungen internationale Relevanz.

## Etymologie
Die Herkunft des Wortes wird aus dem mittellateinischen contra bannum (‚wider das Verbot‘), über das italienische Wort contrabbando und später über das französische Wort contrebande abgeleitet. Mit Konterbande, in älteren Texten auch Kontrebande, wurde auch der Schleichhandel oder der Schmuggel auf dem Seeweg bezeichnet, wobei die geschmuggelten Güter vorwiegend für den Krieg von Nutzen waren und an eine der kriegführenden Parteien geliefert wurden. Auch die geschmuggelten Güter selbst wurden so bezeichnet. Im Sprachgebrauch des späten 20. und frühen 21. Jahrhunderts werden auch nicht legal handelbare Güter wie Drogen, Produktfälschungen und Ähnliches gelegentlich als Konterbande bezeichnet.

## Rechtsgebiete
Die Begrifflichkeiten und Definitionen zur Konterbande betreffen mehrere Rechtsgebiete, wobei inhaltliche Überschneidungen möglich sind. Teilweise wurden Bezeichnungen aus Regelwerken des 19. und 20. Jahrhunderts im 21. Jahrhundert durch andere Begrifflichkeiten im Zollkodex der Union und den entsprechenden nationalen Bestimmungen ersetzt.

### Zollrecht
Im Zollrecht bezeichnet Konterbande die Waren, deren Ein- oder Ausfuhr gegen die rechtlich geltenden Bestimmungen verboten ist. Nach Zollrecht beschlagnahmte Güter werden ebenfalls als Konterbande bezeichnet.

### Militärische Rechtsgebiete
Konterbande umfasst einen ausgedehnten Bereich von Gütern, der in umfangreichen Listen detailliert erfasst wurde. Im Wesentlichen betrifft dies alle Güter, die zur Kriegsführung und deren Unterstützung gebraucht werden können.
Die Konterbande betrifft mehrere militärisch relevante Rechtsgebiete wie das Kriegsvölkerrecht, das Seekriegsrecht, das Prisenrecht und weitere Bestimmungen.
Im Seekriegsrecht unterlag die Konterbande der Abwehr, insbesondere der Wegnahme durch den jeweiligen Gegner (Kriegskonterbande). Bei der Konterbande handelte es sich um unmittelbares (Waffen, Munition usw.), aber auch um sogenanntes mittelbares Kriegsmaterial, das heißt Gegenstände, die nicht notwendig oder vorwiegend zur Kriegsführung bestimmt waren, aber unter Umständen geeignet waren, ihr zu dienen (Pferde, Schiffbaumaterial, Kohle, Lebensmittel, Geld). Die sogenannten Beutewaffen und zugehöriges Material wurden teilweise der Konterbande zugerechnet.
Die Pariser Seerechtsdeklaration von 1856 regelte die Verfahrensweise bezüglich der Konterbande in Kriegszeiten. Entscheidende Neuerungen erfuhr diese Regelung durch das Zwölfte Haager Abkommen von 1907, welches aber aufgrund von Zuständigkeitsproblemen zur Errichtung eines Prisenhofes unratifiziert blieb.
Zwischen 1907 und 1915 wurden im Völkerrecht insbesondere die „Repressionen der Kriegskonterbande“ und die „neutralitätswidrige Unterstützung“ durch dritte Staaten betrachtet. Die deutsche Prisenordnung wurde 1909 neu verfasst und danach in mehreren Überarbeitungen von Wilhelm II. verabschiedet, was zeitlich bis in den Ersten Weltkrieg hinein wirkte.